# 1530
| [ Edytuj tabelę ]              | |
| Król Polski                    | - 1507 Zygmunt I Stary 1548 - 1530 Zygmunt II August 1572 |
| Współksiążęta Andory           | - 1515 Joan d’Espés 1530 - 1517 Henryk II 1555 |
| Król Anglii                    | - 1509 Henryk VIII 1547 |
| Władca Azteków                 | - 1526 Andres de Tapia Motelchiuh 1530 - 1530 Pablo Xochiquentzin 1536 |
| Elektor Brandenburgii          | - 1499 Joachim I Nestor 1535 |
| Książę Bawarii                 | - 1508 Wilhelm IV 1550 - 1516 Ludwik X 1545 |
| Sułtan Brunei                  | - 1521 Abdul Kahar 1575 |
| Cesarz Chin                    | - 1521 Jiajing 1566 |
| Król Czech                     | - 1526 Ferdynand I Habsburg 1564 |
| Król Danii                     | - 1523 Fryderyk I 1533 |
| Dalajlama                      | - 1475 Gendun Gjaco 1541 |
| Cesarz Etiopii                 | - 1508 Lybne Dyngyl 1540 |
| Król Francji                   | - 1515 Franciszek I 1547 |
| Król Hiszpanii                 | - 1516 Karol I 1556 |
| Hrabia Holandii                | - 1515 Karol I Habsburg 1555 |
| Szach Iranu                    | - 1524 Tahmasp I 1576 |
| Państwo Wielkich Mogołów       | - 1526 Babur 1530 - 1530 Humajun 1540 |
| Władca Inków                   | - 1527 Huascar 1532 |
| Lord Irlandii                  | - 1509 Henryk VIII Tudor 1542 |
| Cesarz Japonii                 | - 1526 Go-Nara 1557 |
| Kalif                          | - 1520 Sulejman I 1566 |
| Patriarcha Konstantynopola     | - 1522 Jeremiasz I 1545 |
| Władca Korei                   | - 1506 Chungjong 1544 |
| Wielki książę litewski         | - 1506 Zygmunt I Stary 1548 - 1530 Zygmunt August 1569 |
| Sułtan Maroka                  | - 1524 Abu al-Abbas Ahmad 1545 |
| Książę Mediolanu               | - 1521 Franciszek II 1535 |
| Wielki książę moskiewski       | - 1505 Wasyl III 1533 |
| Król Nawarry                   | - 1516 Henryk II 1555 |
| Król Norwegii                  | - 1523 Fryderyk I 1533 |
| Sułtan Omanu                   | - 1529 Bakarat ibn Muhammad 1560 |
| Elektor Palatynatu             | - 1508 Ludwik V 1544 |
| Papież                         | - 1523 Klemens VII 1534 |
| Król Portugalii                | - 1521 Jan III 1557 |
| Książę w Prusach               | - 1525 Albrecht 1568 |
| Cesarz Rzymski (niemiecki)     | - 1519 Karol V Habsburg 1558 |
| Kapitanowie Regenci San Marino | - 1529 Lodovico di Pietro Calcigni Antonio di Pietro Tosini 1530 - 1530 Melchiorre di Francesco Belluzzi Giacomo di Lodovico Pinti 1530 - 1530 Giacomo di Lodovico Calcigni Pier Leone di Fabrizio Corbelli 1531 |
| Elektor Saksonii               | - 1525 Jan Stały 1532 |
| Król Szkocji                   | - 1513 Jakub V 1542 |
| Król Szwecji                   | - 1521 Gustaw I Waza 1560 |
| Król Tajlandii                 | - 1529 Borommaracha Thirat IV 1533 |
| Sułtan Turków                  | - 1520 Sulejman Wspaniały 1566 |
| Doża Wenecji                   | - 1523 Andrea Gritti 1538 |
| Król Węgier                    | - 1526 Ferdynand I 1564 - 1526 Jan Zápolya 1540 |

Rok 1530 / MDXXX
stulecia: XV wiek ~
XVI wiek ~
XVII wiek

lata: 1520 «
1525 «
1526 «
1527 «
1528 «
1529 «
1530
» 1531
» 1532
» 1533
» 1534
» 1535
» 1540

## Wydarzenia w Polsce
- 19 stycznia – w Piotrkowie zakończył obrady sejm[1].
- 20 lutego – arcybiskup gnieźnieński i prymas Polski Jan Łaski koronował Zygmunta Augusta, vivente rege, na króla Polski w katedrze wawelskiej.
- 2 marca-1 kwietnia – w Krakowie obradował sejm[1].
- 8 grudnia – w Piotrkowie rozpoczął obrady sejm[2].
- 31 grudnia – polsko-mołdawska wojna o Pokucie: klęska wojsk polskich w bitwie pod Chocimiem.

## Wydarzenia na świecie
- 24 lutego – papież Klemens VII koronował w Bolonii Karola V na cesarza rzymsko-niemieckiego.
- 23 marca – hiszpański król Karol V podpisał akt, na mocy którego Malta została przekazana zakonowi joannitów.
- 25 czerwca – na Sejmie Rzeszy odczytano Konfesję Augsburską.
- 3 sierpnia
  - wojny włoskie: zwycięstwo wojsk cesarskich nad florenckimi w bitwie pod Gavinaną.
  - przed Sejmem Rzeszy została odczytana Konfutacja Konfesji Augsburskiej, będąca odpowiedzią strony katolickiej na luterańskie Wyznanie Augsburskie.
- 5 listopada – powódź św. Feliksa zniszczyła Reimerswaal w Niderlandach.

- Zredagowano zasady wyznania luterańskiego – początek Kościołów ewangelicko-augsburskich.
- Wprowadzono luteranizm w Danii.
- Pojawienie się pierwszych pistoletów (około 1530, we Włoszech).

## Zdarzenia astronomiczne
- 29 marca – częściowe zaćmienie Słońca[3].

## Urodzili się
- 5 stycznia – Gaspard de Bono, hiszpański Błogosławiony Kościoła katolickiego (zm. 1604)
- 25 sierpnia – Iwan IV Groźny, car Rosji (zm. 1584)
- 16 listopada – Jean Nicot, francuski lekarz i dyplomata na dworze portugalskim (zm. 1600)
- 1 grudnia – Bernardyn Realino, włoski jezuita, święty katolicki (zm. 1616)

- Data dzienna nieznana: 
  - Gedeon Bałaban – prawosławny biskup lwowski i kamieniecko-podolski (zm. 1607)
  - Alfonso Barzana – hiszpański jezuita i Czcigodny Sługa Boży Kościoła katolickiego (zm. 1597)
  - Krzysztof Batory – wojewoda Siedmiogrodu (zm. 1581)
  - Martin de Bertendona – hiszpański admirał (zm. 1604)
  - Konrad Dasypodius – profesor matematyki w Strasburgu (zm. 1600)
  - Jacob Jonghelinck – flamandzki rzeźbiarz i medalier (zm. 1606)
  - Jan Kochanowski, poeta polski okresu odrodzenia, sekretarz królewski (zm. 1584)
  - Samuel Koszka – hetman kozaków rejestrowych (zm. 1602)
  - Jan Lisowski – polski szlachcic (zm. 1590)
  - Ruy López – hiszpański ksiądz i szachista (zm. 1580)
  - Wacław Łopaciński – poseł do Moskwy (zm. 1595)
  - Elżbieta von Maltzan – regentka sycowskiego wolnego państwa stanowego (zm. 1586)
  - Dymitr Sanguszko – starosta kaniowski, czerkaski i żytomierski (zm. 1554)
  - Katarzyna Wapowska – kasztelanka, dziedziczka wielu ziem na Rusi (zm. 1596)
  - Józef Wereszczyński – polski pisarz polityczny, polemista, moralista i kaznodzieja (zm. 1598)
  - Piotr z Asche – belgijski franciszkanin, męczennik, święty katolicki (zm. 1572)

## Zmarli
- 2 stycznia – Stefania Quinzani, włoska tercjarka dominikańska, stygmatyczka, błogosławiona katolicka (ur. 1457)
- 23 kwietnia – Jan Konopacki, biskup chełmiński (ur. ok. 1470)
- 8 maja – Stefan Batory, możnowładca węgierski (ur. ok. 1490)
- 29 listopada – Thomas Wolsey, brytyjski kardynał (ur. między 1471 a 1474)
- 26 grudnia – Babur założyciel Mogołskiego Imperium w Indiach (ur. 1483)

- Data dzienna nieznana: 
  - Bohusz Bohowitynowicz – polski podskarbi ziemski litewski (ur. ?)
  - Quentin Massys – malarz niderlandzki, założyciel szkoły malarskiej w Antwerpii (ur. między 1465 a 1466)
  - Jakub Ostrowski – opat czerwiński (ur. ?)
  - Domenico Panetti – włoski malarz działający w okresie wczesnego odrodzenia (ur. 1460)
  - Johannes Pauli – niemiecki poeta ludowy, autor utworów satyrycznych, franciszkanin (ur. 1455)
  - Jakub Secygniowski (zm. 1530) – hetman zaciężny polski (ur. ?)
  - Janusz Świerczowski – hetman okresowy, hetman zaciężny polski (ur. ?)
  - Nicolò Venier – władca Paros (ur. ok. 1483)